# Ninoczka (album)
Ninoczka – debiutancki album Ady Fijał, wydany w czerwcu 2011 roku przez wydawnictwo muzyczne 4EverMusic.
Album zawiera 12 premierowych piosenek wokalistki. Pierwszym singlem promującym płytę został utwór „Rebeka tańczy Tango”.

## Lista utworów
| Nr  | Tytuł utworu                 | Długość |
| --- | ---------------------------- | ------- |
| 1.  | „Zulejka (O Poranku)”        | 5:34    |
| 2.  | „Abduł Bey”                  | 3:13    |
| 3.  | „Rebeka tańczy Tango”        | 3:58    |
| 4.  | „Błękitny Ekspres”           | 3:19    |
| 5.  | „Chwila była przed zmrokiem” | 2:41    |
| 6.  | „Córka Kata”                 | 3:51    |
| 7.  | „Opium”                      | 3:52    |
| 8.  | „Kochanie spać!”             | 3:50    |
| 9.  | „Kogo nasza miłość obchodzi” | 4:35    |
| 10. | „Żydzi z Jemenu”             | 4:20    |
| 11. | „Z tęsknoty za dziewczyną”   | 3:57    |
| 12. | „Zulejka (O Północy)”        | 4:22    |
|     |                              | 47:32   |